# Viterbo
Viterbo ist eine Stadt in Mittelitalien. Sie ist Sitz der Verwaltung der Provinz Viterbo in der Region Latium sowie Sitz eines römisch-katholischen Bistums und der Universität Tuscia.

## Name und Wappen
Der etruskische Name der Stadt Surrena oder Surna ist unsicher. Die Römer nannten die Stadt Castrum Herculis. Der heutige Name, der im 8. Jahrhundert erstmals als Castrum Biterbi erwähnt wurde, leitet sich möglicherweise vom lateinischen vetus urbs (alte Stadt) her.
Das Wappen von Viterbo zeigt einen blauen Schild mit Palme, davor ein schreitender, goldener Löwe mit goldener Krone und Fahne mit silbernem Kreuz auf rotem Grund, belegt mit vier silbernen Schlüsseln. Die Fahnenstange ist mit einem Doppeladler bekrönt. Ältester Bestandteil des Wappens ist der guelfische Löwe. Die Standarte mit dem Adler wurde der Stadt durch Friedrich Barbarossa verliehen. Die Palme wurde von der zerstörten Nachbarstadt Ferentium übernommen. Das Banner wurde Viterbo von Clemens III. als Dank für die Befreiung zweier Kardinäle aus der Gefangenschaft der Aldobrandini verliehen.

## Geographie
Viterbo liegt 77 km nördlich von Rom und 211 km südöstlich von Florenz.
Es befindet sich im Hügelland Tusziens am Fuß der Monti Cimini zwischen dem Bolsenasee und dem Vicosee.
Das Gemeindegebiet erstreckt sich über eine Höhe von 86 m s.l.m. bis 896 m s.l.m.
Die Gemeinde liegt in der Erdbebenzone 3 (wenig gefährdet).
Zu Viterbo gehören die Ortsteile Bagnaia, Fastello, Grotte Santo Stefano, La Quercia, Magugnano, Montecalvello, Monterazzano, Ponte di Cetti, Roccalvecce, Sant’Angelo, San Martino al Cimino, Tobia und Vallebona.
Die Nachbargemeinden sind: Bagnoregio, Bomarzo, Canepina, Caprarola, Celleno, Civitella d’Agliano, Graffignano, Marta, Monte Romano, Montefiascone, Ronciglione, Soriano nel Cimino, Tuscania, Vetralla und Vitorchiano.

## Verkehr
Viterbo ist über die Superstrada SS 675 an die A1 Autostrada del Sole, Ausfahrt Orte, angebunden. Von Süden nach Norden wird es von der Staatsstraße SS 2 Via Cassia durchzogen, die von Rom über Siena nach Florenz führt.
Die Stadt hat drei Bahnhöfe. Vom Bahnhof Porta Fiorentina geht die Bahnstrecke nach Orte ab; am Bahnhof Porta Romana endet die Bahnstrecke FL3 von Rom Ostiense über Bracciano. Der Bahnhof Viterbo Met.Ro. ist Endpunkt der Bahnstrecke Roma Flaminio–Viterbo, die von der ATAC betrieben wird. Weitere Haltepunkte gibt es in den Ortsteilen Bagnaia und Grotte Santo Stefano.
Drei Kilometer nordwestlich des Stadtzentrums, an der Straße nach Tuscania, liegt der Militärflugplatz Viterbo. Mit Beschluss des Verkehrsministeriums vom November 2007 wurde geplant, diesen Flughafen zum dritten Verkehrsflughafen Roms auszubauen. Er sollte vor allem den Low-Cost-Verkehr aufnehmen. Kritisiert wurde an dieser Entscheidung die schlechte Erreichbarkeit von Rom. Am 29. Januar 2013 wurde die Planung dieses Projekts endgültig beendet.

## Geschichte
Etruskische Mauerfunde im Bereich des Doms, ebenso der Fund des Bucchero-Hähnchens, belegen die vorrömische Besiedlung.  310 v. Chr. wurde der Ort von den Römern erobert und errang dank der Lage an der Via Cassia bald Bedeutung.
Durch die Pippinische Schenkung kam Viterbo 754/756 an den Papst. 773 baute Desiderius den Ort zur Grenzfestung der Langobarden aus. 852 wurde das Castrum Viterbii als Teil des Kirchenstaates erwähnt. 1092 erfolgte der Bau der ersten Stadtmauer, die 1187, 1215 und 1268 erweitert wurde. Ende des 11. Jahrhunderts wurde Viterbo eine unabhängige Kommune und war drei Jahrhunderte lang zwischen dem Heiligen Römischen Reich und dem Papsttum umstritten. 1167 erlangte Viterbo durch Friedrich Barbarossa das Stadtrecht. Diesem Kaiser wurde in der Stadt 1169 ein Palast errichtet. Mit der Eroberung und Zerstörung der Rivalin Ferentium 1172 weitete Viterbo als Freie Kommune seine Macht aus. 1192 wurde es Bischofssitz.

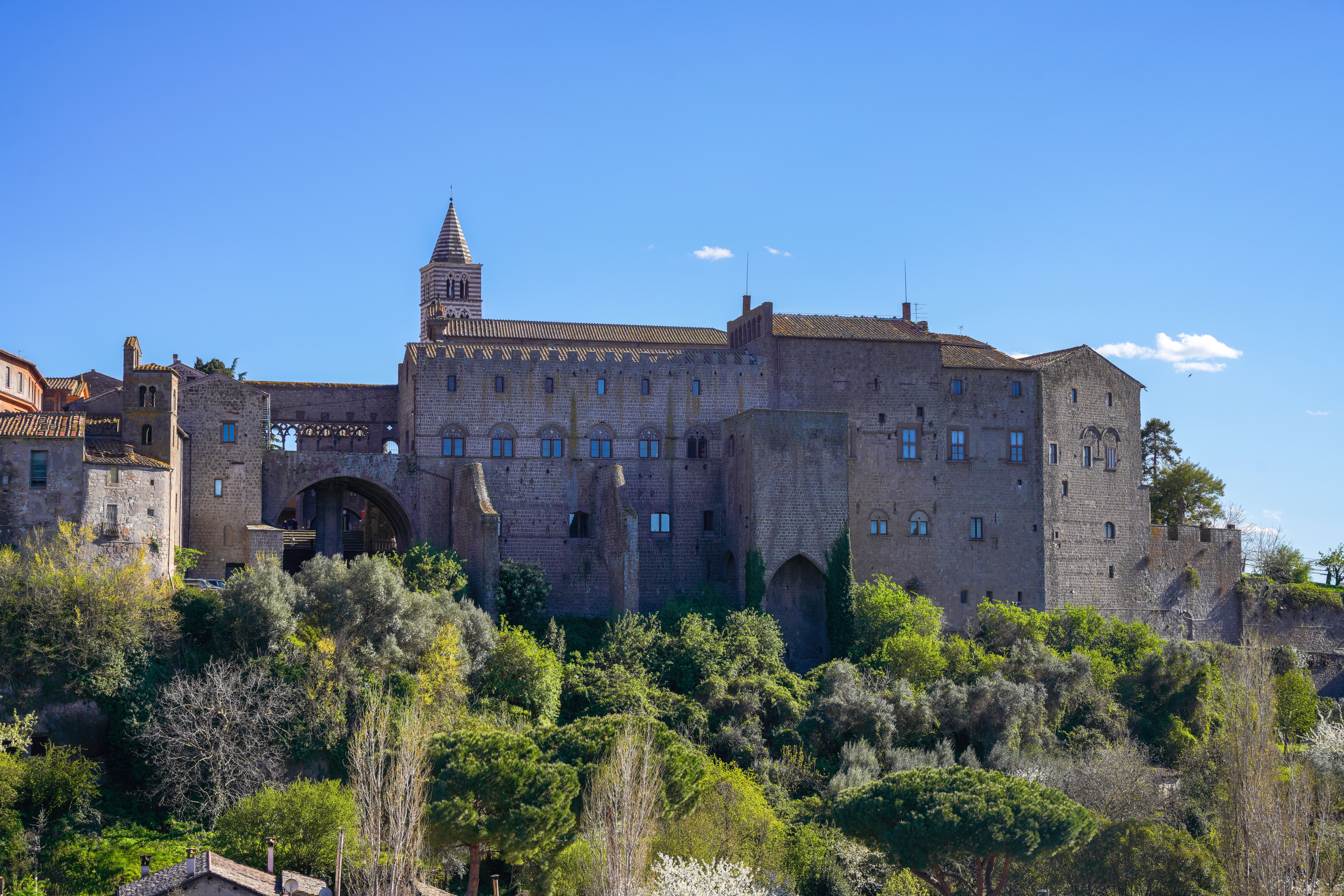
Palazzo dei Papi di Viterbo, Palast der Päpste (13. Jhd.) im 13. Jahrhundert häufig Residenz der Päpste, heute Residenz des Bischofs von Viterbo

In der Stadt wurden mehrere Konzile abgehalten. Zeitweise war sie auch päpstliche Residenz; daher wird sie auch die „Stadt der Päpste“ genannt. Von 1257 bis 1281 residierten insgesamt acht Päpste fast ohne Unterbrechung in Viterbo. Dazu trug das Angebot der Kommune bei, für die Päpste einen Palast als Kuriensitz zu errichten. Dieses Bauwerk wurde in Abschnitten von 1255 bis 1266 errichtet und erhielt aufgrund der Nutzung den Namen „Palast der Päpste“; heute ist es der Bischofspalast.
In Viterbo fand das bisher längste Konklave statt. Im Jahre 1268, nach dem Tode von Papst Clemens IV., begann das Konklave, das insgesamt 1005 Tage (vom 30. November 1268 bis zum 1. September 1271) dauerte. Die Zahl der Kardinäle war anfangs 20 und am Ende nur noch 16, da drei Kardinäle in dieser Zeit verstarben und einer das Konklave verließ. Auf Anraten von Bonaventura wurden die Kardinäle schließlich bei Wasser und Brot eingesperrt, bis ein neuer Papst gewählt war. Am 1. September 1271 wurde ein Nicht-Kardinal zum neuen Papst gewählt. Der Erwählte, Tebaldo Visconti, ein Italiener aus Piacenza, noch nicht einmal Priester, war zu diesem Zeitpunkt auf einer Pilgerreise im Heiligen Land (Akkon) unterwegs. Visconti, damals Archidiakon von Lüttich, traf am 10. Februar 1272 in Viterbo ein, nahm die Wahl an, empfing am 19. März 1272 die Priester- und Bischofsweihe und wurde am 27. März 1272 in Rom als Papst Gregor X. gekrönt. Am 20. Mai 1277 starb der portugiesische Papst Johannes XXI. im Papstpalast zu Viterbo, als der Boden seines Studierzimmers einbrach.
Im 14. Jahrhundert kam Viterbo unter die Herrschaft der Gatti und der De Vico und stand in erbittertem Gegensatz zu Rom. 1354 wurden diese Adelsfamilien durch den Kardinal Albornoz der Signoria über die Stadt beraubt, aber sie gewannen sie nach dessen Abzug wieder und behaupteten sie bis zur Ermordung des Francesco di Vico (1387). Definitiv kam Viterbo 1396 unter die päpstliche Oberhoheit, und ein Versuch des Giacomo de Vico, die Herrschaft seiner Familie über die Stadt 1435 wiederherzustellen, scheiterte. So blieb Viterbo, das der Sitz des päpstlichen Rektors des Patrimoniums war, ein unmittelbarer Bestandteil und eine Delegation des Kirchenstaates und teilte dessen Schicksale. 1871 wurde Viterbo Teil des Königreichs Italien und 1927 Hauptstadt der gleichnamigen Provinz. Nach schweren Zerstörungen im Zweiten Weltkrieg gehörte Viterbo zu den ersten vollständig wiederaufgebauten italienischen Städten.

## Bevölkerungsentwicklung
| Jahr      | 1871   | 1881   | 1901   | 1921   | 1936   | 1951   | 1971   | 1991   | 2001   | 2011   |
| Einwohner | 27.232 | 26.833 | 28.660 | 33.347 | 37.130 | 44.132 | 54.461 | 58.380 | 59.308 | 63.090 |

Quelle ISTAT

## Politik

### Bürgermeister und Gemeinderat
Leonardo Michelini (parteilos) wurde bei der Stichwahl am 9./10. Juni 2013 zum Bürgermeister gewählt. Er besiegte seinen Vorgänger Giulio Marini (PdL) mit 62,86 %. Michelinis Mitte-links-Koalition stellt auch mit 20 von 32 Sitzen die Mehrheit im Gemeinderat.
Marini wurde im April 2008 zum Bürgermeister gewählt. Marini wurde ebenfalls im April 2008 in die italienische Abgeordnetenkammer gewählt, der er bis 2012 angehörte.
Am 26. Juni 2022 wurde Chiara Frontini mit 64,92 % der gültigen Stimmen zur neuen Bürgermeisterin gewählt.
Bürgermeister von Viterbo:
- 1989–1995: Giuseppe Fioroni, (DC)
- 1995–1999: Marcello Meroi, AN
- 1999–2008: Giancarlo Gabbianelli, AN
- 2008: Giovanna Menghini, kommissarische Bürgermeisterin
- 2008–2013: Giulio Marini (PdL)
- 2013–2018: Leonardo Michelini (parteilos)
- 2018–2021: Giovanni Arena (zurückgetreten)
- 2021–2022: Antonella Scolamiero (kommissarisch)
- seit 2022: Chiara Frontini

### Partnerstädte
- Springfield in Massachusetts
- Santa Rosa de Viterbo im Bundesstaat São Paulo
- Gubbio in Umbrien
- Palmi in Kalabrien
- Nola in Kampanien
- Sassari auf Sardinien
- Campobasso im Molise

## Sehenswürdigkeiten

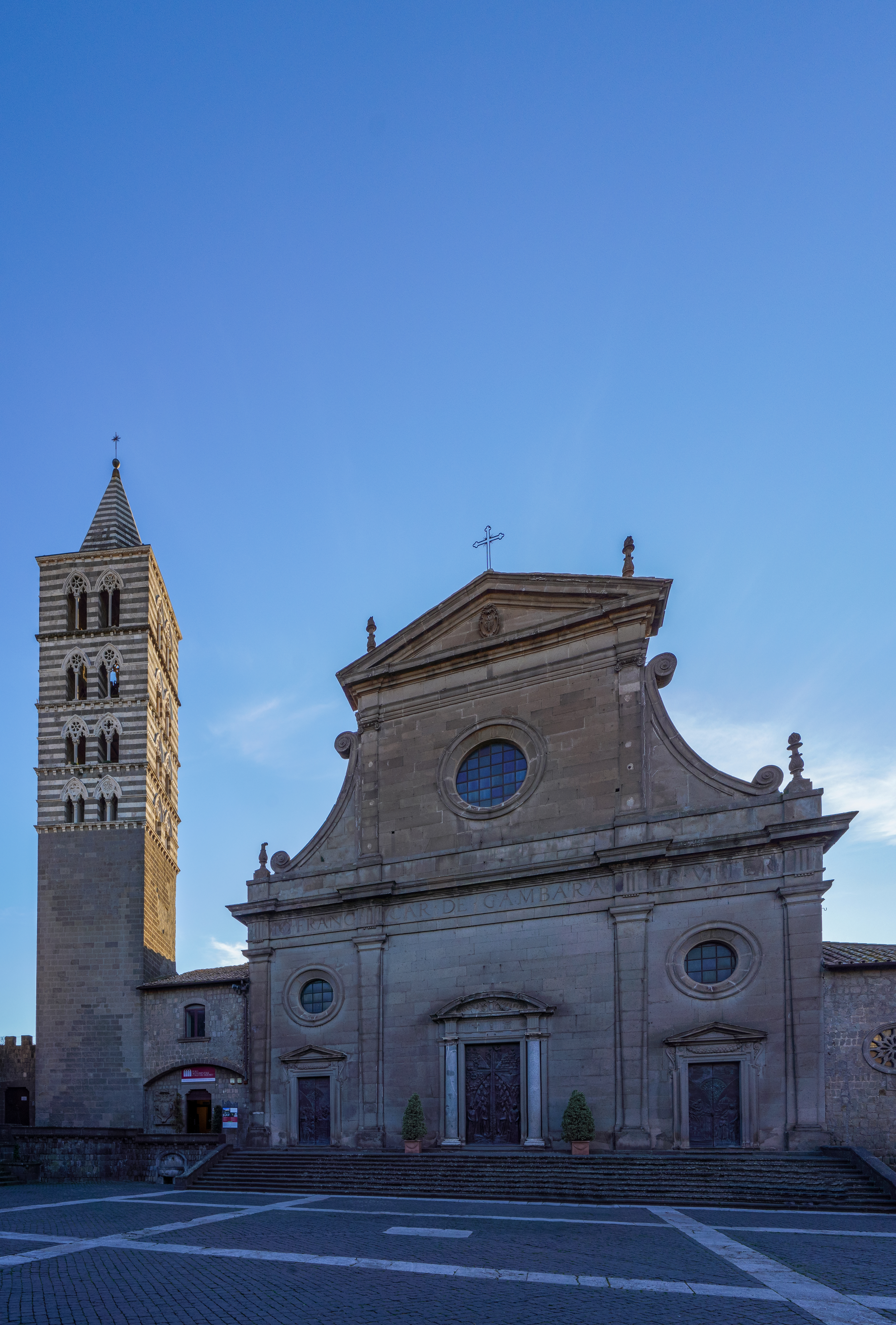
Die Kathedrale San Lorenzo

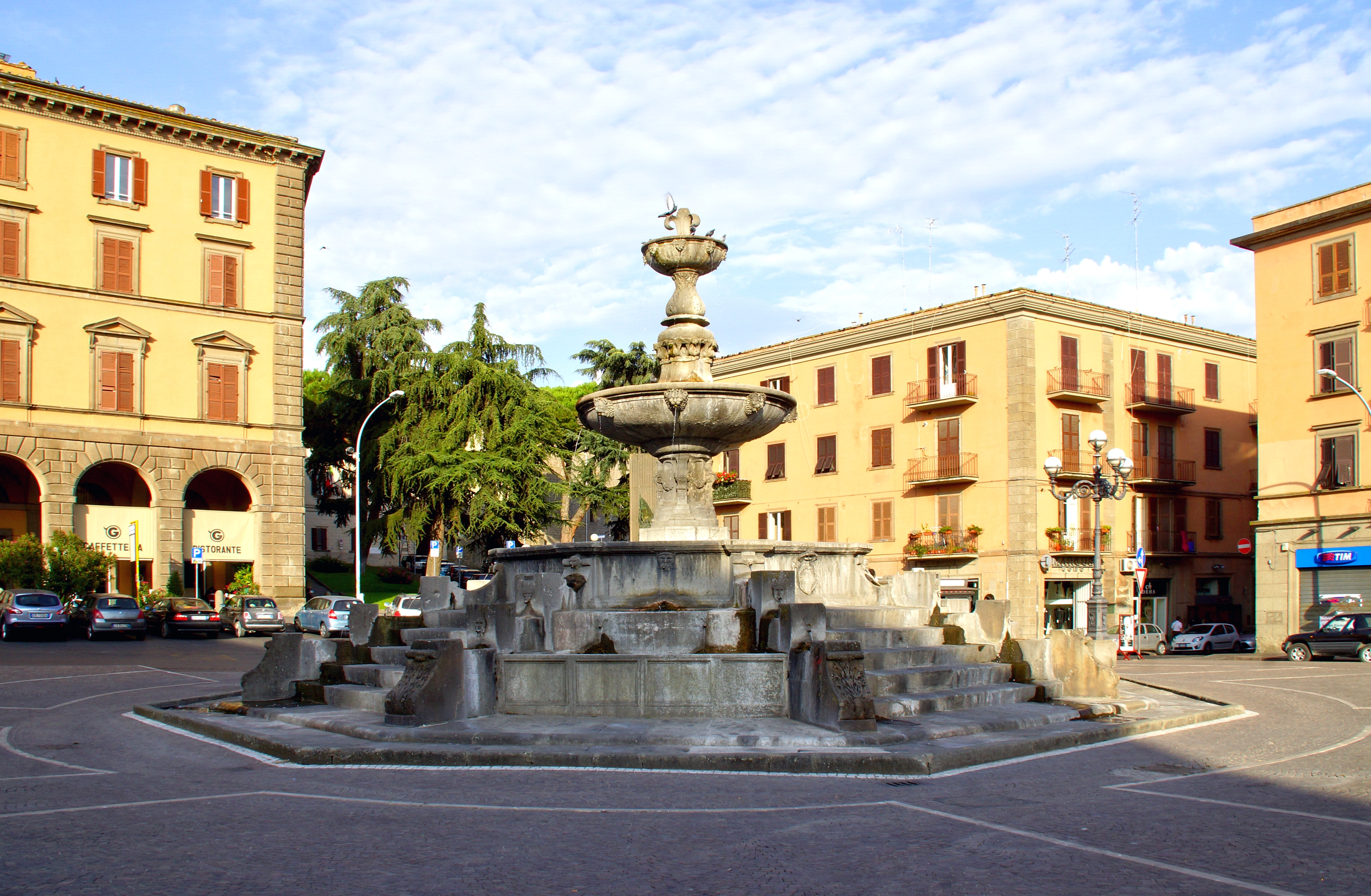
Fontana di Piazza della Rocca im Zentrum der Altstadt von Viterbo

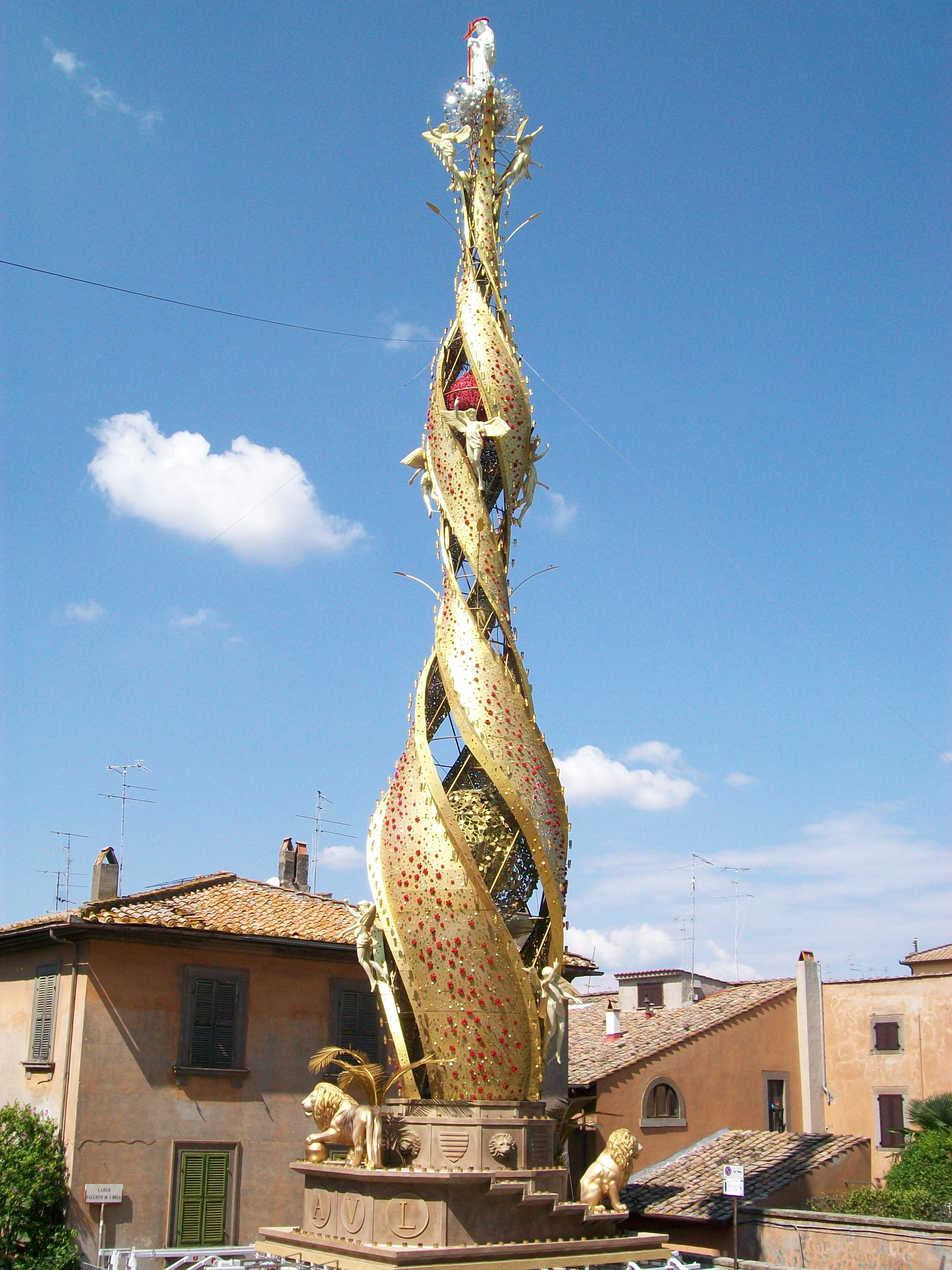
„La Macchina“

Die historische Altstadt von Viterbo gilt als eine der am besten erhaltenen mittelalterlichen Städte Mittelitaliens. Aus dem Mittelalter sind noch zahlreiche Paläste erhalten, so z. B. der Palazzo dei Papi (13. Jahrhundert) an der Piazza San Lorenzo und der Palazzo dei Priori (begonnen im 13. Jahrhundert) an der Piazza del Plebiscito. Dort stehen auch der Palazzo Comunale (von 1460), der Palazzo del Podestà (1264) und der Palazzo della Prefettura (in der heutigen Form von 1771). Ebenfalls aus dem Mittelalter stammt der Brunnen innerhalb der Stadtmauern auf der Piazza della Rocca im Zentrum von Viterbo und gehört damit auch zu den ältesten Sehenswürdigkeiten der Stadt. Der ursprüngliche Brunnen wurde im 15. Jahrhundert restauriert. Danach vergrößerte der Architekt Giacomo (auch Jacopo) Barozzi da Vignola im 16. Jahrhundert den alten Brunnen und legte dafür eine achteckige Brunnenform an, die bis heute zweimal vier äußere Becken zwischen vier aufgehenden Treppen aufweist und oberhalb dieser Brunnenbasis drei weitere abgestufte Rundbecken besitzt.
Die romanische Kathedrale San Lorenzo wurde über einem Herkulestempel errichtet. Sie wurde im 16. Jahrhundert verändert und erlitt durch alliierte Bomber während des Zweiten Weltkriegs schwere Schäden. Der gotische Turm stammt aus dem 14. Jahrhundert und zeigt Einflüsse von Künstlern aus Siena.
Die Franziskanerkirche San Francesco beherbergt die berühmten Papstgräber von Papst Clemens IV. und Hadrian V. In San Lorenzo liegt Johannes XXI. bestattet, allerdings ist das Grabmal nicht so bedeutsam wie die zwei anderen.
Die etruskische Nekropole Castel d’Asso liegt westlich der Stadt, die Ausgrabungen von Ferentium 9 km nördlich der Stadt. Die Nekropole von Norchia liegt etwa 15 km südwestlich.
Die ab 1470 errichtete Wallfahrtskirche Santa Maria della Quercia befindet sich nordöstlich des Stadtzentrums. Sie enthält einen von Andrea Bregno geschaffenen Altaraufbau.
Am 3. September findet alljährlich eine überregional bekannte Prozession zu Ehren der heiligen Rosa von Viterbo statt. Bei dieser Gelegenheit wird die Macchina di Santa Rosa, ein 30 Meter hoher und fünf Tonnen schwerer zeremonieller Turm, gekrönt von der Statue der Heiligen, von mehr als 100 Trägern über einen Kilometer durch die Stadt getragen.

## Sonstiges
In Viterbo befinden sich bedeutende militärische Einrichtungen, darunter der wichtigste Stützpunkt der italienischen Heeresflieger und Schulen des Heeres und der Luftwaffe für Anwärter der höheren Unteroffizierslaufbahn (Maresciallo), die in Zusammenarbeit mit der örtlichen Universität ausgebildet werden.
Viterbo war am 27. Mai 1958, 23. Mai 1963 und am 21. Mai 1969 Etappenziel des Giro d’Italia.

## Söhne und Töchter der Stadt
- Valentin von Viterbo († 304), Märtyrer und Heiliger
- Gottfried von Viterbo (ca. 1125–ca. 1192), Dichter
- Rosa von Viterbo (1233–1252), Mystikerin, Heilige
- Matteo Giovannetti (um 1300–nach 1369), Maler
- Annius von Viterbo (1437–1502), Antiquar und Historiker
- Aegidius de Viterbo (1469–1532), Kardinal
- Pier Francesco da Viterbo (ca. 1470–ca. 1535), Architekt
- Olimpia Maidalchini (1591–1657), Schwägerin von Papst Innozenz X.
- Rosa Venerini (1656–1728), Ordensfrau, Heilige seit 2006
- Domenico Corvi (1721–1803), Maler
- Luigi Petroni (1776–1845), 53. Generalminister der Kapuziner, geboren im Stadtteil Bagnaia
- Dominic Barberi (1792–1849), Passionist, Seliger seit 1963
- Niccola Crispigni (1798–1879), Geistlicher
- Carlo Cristofori (1813–1891), Jurist und Kurienkardinal
- Leopoldo Zelli-Jacobuzzi (1816–1895), Abt von St. Paul
- Luigi Macchi (1832–1907), Kardinal
- Lina Cavalieri (1874–1944), Opernsängerin
- Silvio Laurenti Rosa (1892–1965), Schauspieler, Filmregisseur, Drehbuchautor
- Guido Luigi Bentivoglio (1899–1978), Zisterzienser, Erzbischof von Catania 1952–1974
- Gino Proietti (1917–2004), französischer Radrennfahrer
- Giuseppe Fioroni (* 1958), Politiker
- Roberto Vittori (* 1964), ESA-Astronaut
- Angelo Peruzzi (* 1970), Fußballspieler
- Stefano Perugini (* 1974), Motorradrennfahrer
- Giuseppe Ottaviani (* 1978), Trance-DJ und Musikproduzent
- Leonardo Bonucci (* 1987), Fußballspieler
- Rebecca Antonaci (* 2004), Sängerin und Schauspielerin